# Locus Solus (roman)
Pour les articles homonymes, voir Locus Solus.
Locus Solus est un roman de l'écrivain français Raymond Roussel et sorti en librairie en janvier 1914 chez Alphonse Lemerre, précédé d'une prépublication en feuilleton à compter du 6 décembre 1913 dans Le Gaulois du dimanche. En raison de l'imaginaire qui s'y déploie, ce livre est assimilé à un ouvrage de science-fiction.

## Résumé
Martial Canterel, scientifique et inventeur, invite ses collègues à visiter son domaine – une villa et un grand parc – appelé « Locus Solus ». Ils y découvrent des créations complexes et étranges, dont un énorme diamant de verre rempli d'eau et contenant une danseuse, un chat sans poil, et la tête encore vivante de Danton. Dans l'un des plus longs chapitres du roman, Canterel présente à ses invités une série de huit tableaux vivants mettant en scène des individus prisonniers d'immenses cages de verre. Par la suite, l'on découvre qu'ils sont en fait morts mais ressuscités grâce à un sérum, la résurrectine, inventé par Canterel et reproduisant des moments marquants de leur existence. Ayant complété le tour du domaine, les invités rentrent à la villa pour y dîner.

## Autour du roman
Rédigé entre 1912 et le printemps 1913, l'achevé d'imprimer de l'édition originale parue chez Alphonse Lemerre indique page 466 comme date le « vingt-quatre octobre mil neuf cent treize ».

### Prépublication
De larges extraits sont parus sous le titre de « Quelques heures à Bougival », dans le supplément dominical illustré du journal Le Gaulois à partir du 6 décembre 1913. Ce feuilleton s'étale jusqu'au numéro du 28 mars 1914 et présente de nombreuses coupes et différences avec le livre. Certains critiques font remarquer qu'au début, à aucun moment, le lecteur n'est renvoyé à l'ouvrage pourtant en vente dès janvier, mais sous un autre titre : curieusement, et alors que Roussel connaît là sans aucun doute un nombre sensible de « lecteurs du dimanche » (le tirage du Gaulois du dimanche se monte à plusieurs dizaines de milliers d'exemplaires), en 1935, dans Comment j'ai écrit certains de mes livres, il se plaint de l'insuccès rencontré par son roman à sa sortie.

### Texte revu pour la scène
En 1922, Raymond Roussel charge Pierre Frondaie de faire une adaptation théâtrale de Locus solus avec Gabriel Signoret en tête d'affiche, qui rencontre aussi un notable insuccès et provoque même des disputes : la première représentation a lieu le 7 décembre au Théâtre Antoine et convoque rien de moins que Maurice Fouret (1888-1962) à la musique, Paul Poiret aux costumes et Émile Bertin (1878-1957) aux décors.

### Analyse
Le titre de ce roman est un jeu de mots sur les substantifs nominatifs latins locus (le lieu) et solus (seul, unique). Le « lieu unique » comme entendu ici est celui de la parole (loquere), du solipsisme solaire qui émane depuis chaque création exposée dans le jardin et traduite par la bouche de Martial (allusion au poète latin) Canterel (le Kantor, le chantre, le maître de chapelle, le conteur, etc.). C'est aussi le nom d'un lieu qui existe et qui semble avoir inspiré Roussel : en 1989, est retrouvée chez un garde-meuble, une malle contenant les archives de l'auteur dont la photo d'un portail avec une plaque marquée « Locus Solus » ; Jean-Michel Othoniel mène ensuite une enquête qui montre que la villa existe encore du côté de Montmorency.
Pour rédiger ce roman, Roussel utilisa, entre autres, et comme base de son procédé, le Dictionnaire national de Louis-Nicolas Bescherelle.
Le motif littéraire du domaine habité par un scientifique et peuplé de créatures et inventions étranges est déjà présent dans L'Île du docteur Moreau de H.G. Wells (1896). On notera également l'influence ici d'un fantastique à la Jules Verne, que Roussel connaissait bien et qu'il avait rencontré en 1899 à Amiens.

### Postérité
Jacques Carelman reconstitue la mosaïque de dents imaginée par Roussel et le Diamant qui apparaît  dans ce livre.